# Leptocometes virescens
Leptocometes virescens es una especie de escarabajo longicornio del género Leptocometes, tribu Acanthocinini, subfamilia Lamiinae. Fue descrita científicamente por Melzer en 1931.
El período de vuelo de la especie se presenta durante los meses de enero, febrero, abril, mayo, junio, agosto, septiembre, octubre y noviembre.

## Descripción
Mide 6-9 milímetros de longitud.

## Distribución
Se distribuye por Brasil y Uruguay.